# Eliodoro Yáñez
Eliodoro Yáñez Ponce de León (6 de maio de 1860 – 26 de julho de 1932) foi um jornalista, advogado e político chileno, do Partido Liberal; foi um dos fundadores do jornal La Nación. Ele atuou várias vezes como ministro e como presidente do Senado do Chile.
Yáñez nasceu em Santiago, filho de Manuel Antonio Yáñez e de María Josefa Ponce de León. Ele cursou os estudos de artes liberais no Instituto Nacional General José Miguel Carrera e, depois, matriculou-se na Universidade do Chile, onde seguiu carreira em Direito. Obteve seu diploma como advogado em 1883. Ele logo se tornou conhecido como um dos homens mais versados por toda parte quando se tratava de conhecimento e de interpretação das leis, e ele também tinha um raciocínio muito profundo; os casos (ação jurídica) que ele ganhou no tribunal, onde sua postura era altamente respeitável, são graças a essas qualidades. Seu nível de prestígio era tal que suas opiniões foram consideradas decisivas, e foram procuradas por profissionais e magistrados para a resolução de assuntos complicados.
Sua invocação inquestionável como jurista levou-o a implantar, juntamente com Ricardo Passi García, uma Compilação de Leis e Decretos Vigentes (1884), que foi muito bem recebida. Ao mesmo tempo, publicou artigos em vários jornais diferentes, a maioria deles de natureza judicial, por exemplo, sobre a liberdade eleitoral (La libertad electoral, em espanhol) e sobre a revista Forense (La Revista forense, em espanhol). Essa paixão pelos artigos que ele escreveu transformou-o em uma figura do jornalismo na época.
Na época em que atuava como advogado e como jornalista, Eliodoro Yáñez foi indicado como relator do Tribunal de Apelações de Santiago (1889). Ele entrou no Partido Liberal e tornou-se membro de diretoria em 1893. Um ano depois, foi eleito deputado por Valdivia e La Unión, cargo para o qual foi reeleito em diversas ocasiões até 1903. Foi vice-presidente da Câmara dos Deputados durante 1894 e 1895. Além disso, ele foi eleito senador por Valdivia em 1912 e reeleito por vários mandatos até 1930. Seu trabalho parlamentar foi prolífico, a tal ponto que se diz que, enquanto ele permaneceu no Congresso, não havia projetos de lei que não tivessem sidos propostos, estudados ou revisados por ele.
Yáñez acreditava que o progresso no jornalismo era fundamental no fortalecimento da democracia. Devido a isso, ele não foi apenas o redator de vários meios de comunicação impressos da época, mas ele também efetuou uma importante contribuição para o país através da fundação – junto com os senadores Alfredo Escobar Campaña, Augusto Bruna Valenzuela e Abraham Silva – do jornal La Nación, a primeira edição da qual foi publicada em 14 de janeiro de 1917. O novo jornal foi caracterizado por defender ideias liberais, tendo uma excelente apresentação e usando uma linguagem culta. Além disso, La Nación adquiriu outros jornais, como o Los Tiempos (Os Tempos) (1921) e o Correo de Valdivia (Correio de Valdivia) (1924).
Além de ser parlamentar, ele foi ministro do Estado em diversas ocasiões. Entre 1901 e 1902, sob o governo de Germán Riesco, ocupou o cargo de ministro das Relações Exteriores, Culto e Colonização, e foi sub-rogado do Ministério da Fazenda. Quinze anos depois, ele atuou como ministro do Interior no governo de Juan Luis Sanfuentes entre 1917 e 1918. Durante este período, ele assinou a lei que introduziu reformas na Constituição de 1833. Yáñez morreu em 1932.